# Paramussardiana quadricostata
Paramussardiana quadricostata là một loài bọ cánh cứng trong họ Cerambycidae.